# Doleschallia denisi
Doleschallia denisi är en fjärilsart som beskrevs av Pierre E.L. Viette 1950. Doleschallia denisi ingår i släktet Doleschallia och familjen praktfjärilar. Inga underarter finns listade i Catalogue of Life.